# دون كوكس
دون كوكس (بالإنجليزية: Don Cox)‏ هو مغني وكاتب أغاني أمريكي، ولد في 14 يناير 1964 في بلهافن في الولايات المتحدة.